# Opočno (district de Louny)
Pour les articles homonymes, voir Opočno (homonymie).
Opočno (en allemand : Opotschna) est une commune du district de Louny, dans la région d'Ústí nad Labem, en Tchéquie. Sa population s'élevait à 122 habitants en 2021.

## Géographie
Opočno se trouve à 7 km au sud-ouest de Louny, à 45 km au sud-ouest d'Ústí nad Labem et à 57 km au nord-ouest de Prague.
La commune est limitée par Lipno à l'ouest et au nord, par Jimlín à l'est et par Hřivice au sud.

## Histoire
La première mention écrite de la localité date de 1358.

## Transports
Par la route, Opočno se trouve à 8 km de Louny, à 61 km d'Ústí nad Labem et à 68 km de Prague.